# Путінцевський рудник
Путінцевський рудник — гірничодобувне підприємство на сході Казахстану, яке вело розробку мідно-поліметалічного родовища.
Путінцевське родовище виявили ще в 1817 році. У 1848-му його залучили до обмеженої розробки, за час якої видобули не більше ніж кілька тисяч тонн руди. Під час Першої світової війни виконали незначні роботи з відновлення Путінцевського рудника.
Повномасштабна розробка родовища припала вже на 1950-ті роки, коли рудник діяв у складі Зиряновського свинцевого комбінату. В наступні роки тут планувалось спорудження кар'єру, проте від цих планів відмовились через відносну бідність руд.
Черговий етап активної діяльності Путінцевського рудника був у 1980—1988 роках, після чого з родовища вилучили більшість багатих рудних тіл, які, окрім базових металів, містили суттєві обсяги дорогоцінних — 6 грамів золота та 160 грамів срібла на тонну руди.
У другій половині 2010-х «Казахстанська гірничорудна компанія» оголосила про своє бажання все-таки спорудити на Путінцевському родовищі кар'єр для видобутку мідно-цинково-свинцевої руди із планованим терміном служби 7 років. За умови реалізації цих планів руда буде постачатись на переробку на Алтайську збагачувальну фабрику.